# La Boyada
La Boyada es una localidad uruguaya del departamento de San José.

## Ubicación
La localidad se encuentra situada en la zona suroeste del departamento de San José, sobre la ruta 1 km 93 en la intersección con el camino que va a Rincón de Arazatí, y al oeste del arroyo de Las Toscas.

## Población
La localidad cuenta con una población de 61 habitantes, según el censo del año 2011.
| 110           | 116 | 87 | 81 | 67 | 61 |
| (Fuente: INE) |     |    |    |    |    |